# Paratropus tuberculisternum
Paratropus tuberculisternum är en skalbaggsart som beskrevs av Kanaar 1993. Paratropus tuberculisternum ingår i släktet Paratropus och familjen stumpbaggar. Inga underarter finns listade i Catalogue of Life.